# Paskowiec
Paskowiec, białostrząb ciemny (Morphnarchus princeps) – gatunek ptaka z rodziny jastrzębiowatych (Accipitridae). Średniej wielkości ptak drapieżny zamieszkujący Amerykę Centralną i północno-zachodnią część Ameryki Południowej. Gatunek niezagrożony wyginięciem.

## Systematyka i taksonomia
Takson po raz pierwszy opisany przez P. L. Sclatera pod nazwą Leucopternis princeps na podstawie okazu zebranego przez kolekcjonera Enrique Arcé. Jako lokalizację holotypu autor wskazał Kostarykę. Wcześniej umieszczany był w rodzaju Leucopternis, ale przeprowadzone w latach 2006–2009 badania molekularne sugerują umieszczenie tego gatunku w monotypowym rodzaju Morphnarchus, wyróżnionym po raz pierwszy w 1920 roku przez R. Ridgwaya. Populacje z północnego Ekwadoru i południowej Kolumbii ze względu na różnice wielkości zostały w 1935 roku sklasyfikowane przez Friedmanna jako podgatunek L. p. zimmeri, lecz zostało to uznane za bezpodstawne, gdyż nie jest jasne, czy populacje te są izolowane. Takson monotypowy – nie wyróżniono podgatunków.
Nazwa rodzajowa pochodzi od greckich słów μορφνος morphnos oznaczającego ciemny kolor i αρχος arkhos oznaczającego lidera, szefa. Epitet gatunkowy pochodzi od łacińskiego słowa princeps oznaczającego księcia.

## Występowanie
Paskowiec występuje w Kostaryce i Panamie, a lokalnie w zachodniej Kolumbii i Ekwadorze po obu stronach Andów (obserwowany także w przybrzeżnych rejonach Ekwadoru). Raportowany (być może występuje tam lokalnie) ze wschodnich stoków Andów w północno-zachodnim Peru. 15 listopada 2005 zaobserwowano prawdopodobnie zagubionego ptaka w ekstremalnie południowej Nikaragui.

## Morfologia
Długość ciała 51–57 cm, masa ciała 1000 g, rozpiętość skrzydeł 112–124 cm. Pozostałe wymiary (w mm) przedstawia tabela:
| Skrzydło             | Ogon                 | Skok      |
| -------------------- | -------------------- | --------- |
| ♂ 347–367; ♀ 351–388 | ♂ 194–223; ♀ 202–227 | ♂♀ 94–104 |

Krzepki, leśny ptak drapieżny, o dużej głowie, stosunkowo krótkim ogonie i stosunkowo długich nogach. Głowa, górne części ciała i skrzydła koloru niebiesko-czarnego. Pióra na karku i czubku głowy na krawędziach niebieskoszare. Brzuch i pokrywy podskrzydłowe białe z drobnymi paskami koloru czarnego. Ogon szarawy z czarną końcówką, z wyraźnym białym pasem. Obszar między nozdrzami a dziobem, woskówka i nogi koloru żółtego, oczy dorosłych osobników ciemnoniebieskie. Słabo zaznaczony dymorfizm płciowy, samice średnio 4% większe od samców. Najmniejsze samice są niedużo większe niż najmniejsze samce. Ptak jest znacznie mniejszy niż aguja wielka (Geranoaetus melanoleucus) i ma zupełnie inny kształt oraz pojawia się w zupełnie innym środowisku. Osobniki młodociane podobne do dorosłych, ale posiadają cienkie, białe krawędzie na piórach karku, górnej części grzbietu i pokrywach nadskrzydłowych. Kolor oczu u osobników młodocianych najprawdopodobniej żółty do brązowego.

### Głos
Najczęściej słyszany jest głośny, łagodny przerywany gwizd. Czasami również szybki cykl 30–40 gwizdów „weeweeweewee...”.

## Ekologia

### Środowisko
Paskowiec zamieszkuje wilgotne lasy górskie. Rzadko spotykany w nadmorskich równinach Kolumbii. Spotykany głównie na wysokości 500–2500 m n.p.m., ale widywany również na 3000 m lub na 300 m (czasami nawet do 50 m n.p.m. na przybrzeżnych równinach w Kolumbii). Przebywa bardziej na naturalnych lub antropogenicznych polanach i na brzegach lasów niż w ich głębi. Często unosi się nad lasem, czasem w grupach liczących 3 do 4 osobników.

### Pożywienie
Pokarm paskowca jest zróżnicowany, ale przeważnie poluje na węże, jaszczurki, żaby, duże owady, kraby, a czasami również na ssaki i ptaki. W gnieździe jednego ptaka w Ekwadorze znaleziono 50 marszczelców z gatunku Caecilia orientalis, 36 węży (włącznie z Atractus occipitoalbus i gatunkami z rodzaju Leptophis), trzy olbrzymie dżdżownice z rodzaju Martiodrilus, trzy młode ptaki oraz trzy ssaki. Pokarm zdobywa zarówno wewnątrz, jak i na skrajach lasów i polan, czatując na gałęziach na niskich lub średnich wysokościach, po czym, zauważając zdobycz, spadając w dół do ziemi lub w zarośla. Na marszczelce poluje podczas deszczu, gdyż zazwyczaj te żyjące pod ziemią płazy wychodzą wtedy na powierzchnię.

### Rozród
Pierwsze znane nauce gniazdo odnaleziono w południowo-wschodniej Panamie 25 lutego 2002, na skalnej, wąskiej półce pokrytej roślinnością, 30 m nad koronami drzew. Gniazdo zbudowane było z małych gałęzi i liści oraz zawierało jedno nieoznakowane, białe jajo. Drugie gniazdo zostało znalezione w północno-wschodnim Ekwadorze 10 lutego 2004, również znajdowało się na skale i zawierało jedno białawe jajo. W 2005 roku zostało zajęte ponownie i w obu latach przeprowadzono dokładną obserwację. Gniazdo zbudowane w Ekwadorze znajdowało się 5 m od rwącego wodospadu i umieszczone zostało we wnęce u zbiegu pionowych ścian, 6 m nad ziemią. Otaczające występy pokryte były mchem i roślinami zielnymi. Gniazdo zbudowane było z omszałych patyków i pokryte świeżymi liśćmi. Średnica wnętrza gniazda wynosiła 17 cm zaś głębokość 8 cm. Wymiary zewnętrzne gniazda: 50–70 cm szerokości i 15 cm głębokości. W obu latach samica zniosła po 1 jaju mierzącym 58,9 mm × 48,9 mm i masie ponad 45 g. Wyklute pisklęta pokryte były białym puchem. Pierzenie trwało około 80 dni. Ponadto z Kolumbii i Kostaryki pochodzą niepublikowane raporty o gniazdach na drzewach, dlatego zachodzi potrzeba przeprowadzenia dalszych badań w tym regionie.

### Migracje
Najprawdopodobniej gatunek osiadły.

## Status i ochrona
W Czerwonej księdze gatunków zagrożonych Międzynarodowej Unii Ochrony Przyrody paskowiec został zaliczony do kategorii LC (najmniejszej troski). W 2019 organizacja Partners in Flight szacowała, że liczebność populacji jest mniejsza niż 50 tysięcy dorosłych osobników, a jej trend jest umiarkowanie spadkowy. Głównym zagrożeniem dla tego gatunku jest postępujące niszczenie lasów tropikalnych.